# Stammheim (Köln)
Stammheim ist ein rechtsrheinischer Stadtteil von Köln im Bezirk Mülheim.

## Lage
Köln-Stammheim grenzt im Osten an Höhenhaus und Dünnwald, im Süden an die Bruder-Klaus-Siedlung, die zum Stadtteil Mülheim gehört, im Westen an den Rhein und im Norden an Flittard. Auf dem gegenüberliegenden Rheinufer befindet sich Niehl.

## Geschichte
Der Ort wird erstmals 959 urkundlich nachgewiesen, mit der Erwähnung der Herren von und zu Stammheim. Die Vorläuferin der heutigen Pfarrkirche St. Mariä Geburt wurde bereits im 11. Jahrhundert genannt.
Im Jahre 1075 gab es in Stammheim eine Kapelle, die mit der Mutterkirche in Flittard verbunden war und von den Mönchen der Kölner Benediktinerabtei Groß St. Martin betreut wurde. Diese Kapelle wurde im Jahre 1453 auf Veranlassung des Pfarrers Wilhelm Staden aus Flittard in Gemeinschaft mit dem Junker Lutter von Stammheim umgebaut. Bei Errichtung der neuen Kirche, für die 1902 der Grundstein gelegt worden war, wurden Teile der alten Kapelle integriert. Der 1453 erbaute und mit einer hohen Spitze versehene Turm wurde allerdings bei einem Fliegerangriff 1944 zerstört. Stammheim wurde erst 1863 in den Rang einer Vikarie erhoben und erhielt einen eigenen Geistlichen.
Vor 1805 gehörte Stammheim zum Amt Porz im Herzogtum Berg. Während der französischen Zeit kam Stammheim an die Mairie Merheim im Kanton Mülheim. Seit 1815 gehörte Stammheim zur Bürgermeisterei Merheim im Landkreis Mülheim. Am 1. April 1914 wurde die gesamte Bürgermeisterei Merheim zusammen mit der damaligen Stadt Mülheim am Rhein nach Köln eingemeindet.

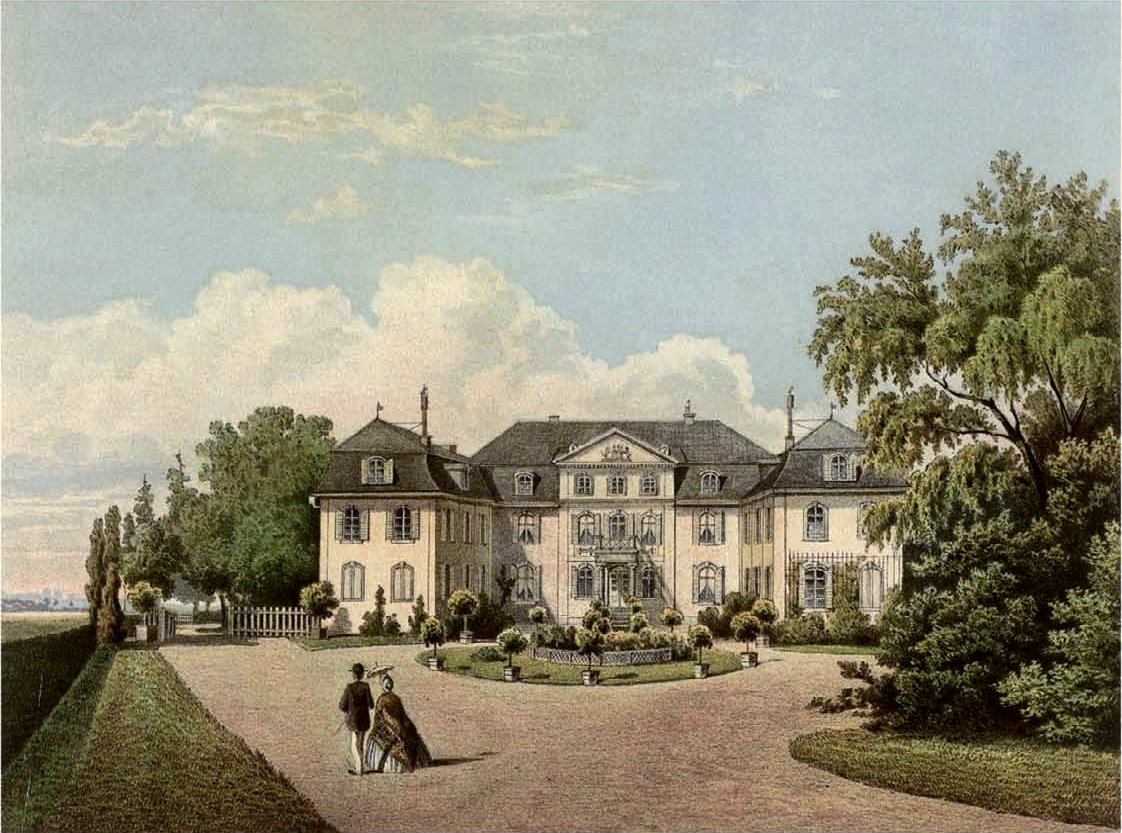
Schloss Stammheim um 1860, Sammlung Alexander Duncker

Das Stammheimer Schloss wurde 1818 von Maximilian August von Scharfenstein genannt von Pfeil, der es 1795 von seinem Vater geerbt hatte, an Theodor Hermann Adolf von Fürstenberg-Neheim (1772–1828) aus dem westfälischen Adelsgeschlecht der Freiherren von Fürstenberg veräußert. Es wurde 1944 bei einem Bombenangriff zerstört. Die Bayer AG übernahm 1952 den Park, setzte ihn instand und errichtete am ehemaligen Standort des Schlosses das Altenheim „Ulrich-Haberland-Haus“, in das ein Portal der Residenz integriert wurde. Als die Stadt Köln das Gelände übernahm, wurde es 1983 bis 2001 als Studentenwohnheim genutzt. Seitdem steht die Anlage leer. Seit 2008 wird eine Umnutzung zu Wohnzwecken geplant. Der Schlosspark wird seit 2002 für jährlich wechselnde Kunstausstellungen genutzt.

## Brauchtum und kulturelles Leben
Trotz seiner Nähe zur Stadt haben sich in Stammheim viele Traditionen und Bräuche erhalten. Höhepunkt des dörflichen Lebens ist seit Jahrhunderten das Schützenfest, das stets um den ersten Sonntag im August gefeiert wird. Die St.-Sebastianus-Schützenbruderschaft besteht mindestens seit dem Jahr 1594. Gefeiert auf dem 1908 angelegten Schützenplatz am nördlichen Ortsausgang. An allen Tagen des Festes findet ein reger Schießbetrieb auf dem ebenfalls 1908 erbauten Hochstand statt, wo immer noch mit schwerkalibrigen Büchsen geschossen wird.
Aufgrund seiner Lage zwischen Köln und Düsseldorf wird in Stammheim auch Karneval gefeiert. Am Karnevalssonntag organisiert der Bürgerverein einen Veedelszoch, in den Wochen zuvor finden mehrere Karnevalssitzungen statt. Über die Grenzen Stammheims bekannt sind die Damensitzungen der KG Fürstenberg, welche in einem großen Festzelt auf dem Schützenplatz abgehalten werden.
Höhepunkt des kirchlichen Lebens ist die Marien-Oktav Anfang September. Verehrt wird in Stammheim das Standbild der „Freudenreichen Muttergottes“, welches einer alten Sage nach vor langer Zeit auf wundersame Weise vom Rhein in Stammheim angeschwemmt worden sein soll. Eröffnet wird die Oktav durch eine Lichterprozession durch den Ort; während der Festwoche kommen zahlreiche Pilgergruppen aus den benachbarten Pfarreien zu den täglichen Gottesdiensten in der Pfarrkirche St. Mariä Geburt.
Mehrere Musikvereinigungen prägen das kulturelle Leben des Ortes: So gibt es den Kirchenchor „Cäcilia“, den jungen Chor „Aufbruch“, den Männergesangverein „Eintracht“ (gegr. 1880), die „Stammheimer Musikanten“ sowie das 1950 gegründete Allgemeine Schützentambourkorps.
Das weitreichende Freizeitangebot für Kinder und Jugendliche umfasst neben den Angeboten der katholischen und evangelischen Gemeinden auch eine Offene Tür „OT St. John“ sowie den Skiclub Stammheim und die DPSG-Pfadfinder des Stammes Gilwell. Der Pfadfinderstamm wurde 1962 in Köln-Höhenhaus gegründet und zog 1983 nach Stammheim um.

## Bevölkerungsstatistik
Am 31. Dezember 1990 lebten in Stammheim 8.706 Menschen und damit mehr Einwohner als im benachbarten Flittard. Zehn Jahre später lag die Einwohnerzahl bei 8.189. Am 31. Dezember 2012 hatte Stammheim eine Einwohnerzahl von 7.440 und am 31. Dezember 2017 von 8001 Menschen.
Struktur der Bevölkerung von Köln-Stammheim (2021):
- Durchschnittsalter der Bevölkerung: 43,2 Jahre (Kölner Durchschnitt: 42,3 Jahre)
- Ausländeranteil: 20,5 % (Kölner Durchschnitt: 19,3 %)
- Arbeitslosenquote: 11,3 % (Kölner Durchschnitt: 8,6 %)

48,7 % der Einwohner hatten 2021 einen Migrationshintergrund, bei unter 18-Jährigen lag dieser bei 66,1 %.

## Sehenswürdigkeiten

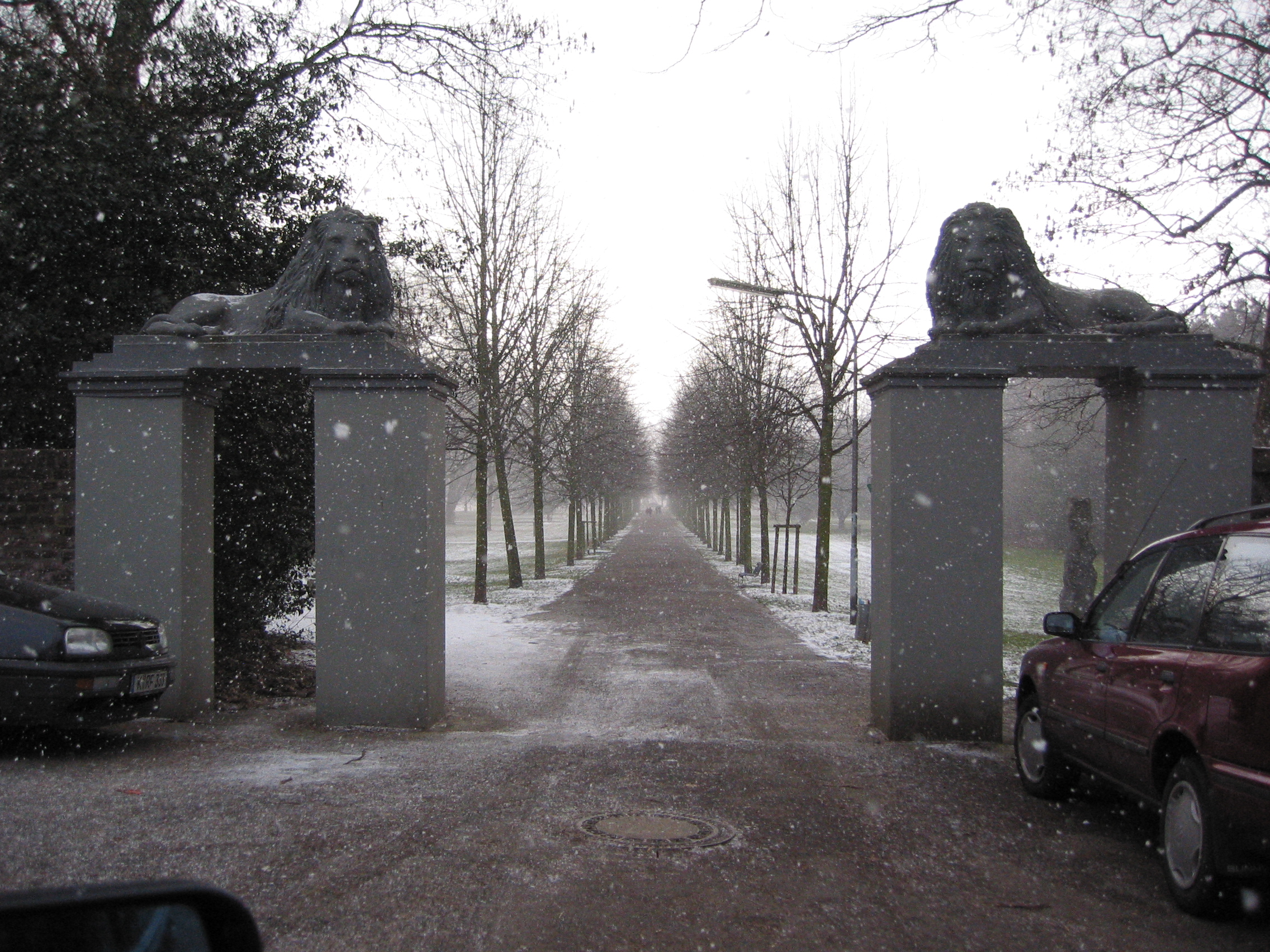
Eingang des Schlossparks Stammheim

- Schlosspark mit dem seit 2002 jährlichen Kunstfest Rheinblicke Einblicke, Schlossstraße
- Pfarrkirche St. Mariä Geburt, Salvatorstraße 3
- Die evangelische Immanuel-Kirche, eingeweiht 2013, erhielt den Kölner Architekturpreis für das Jahr 2014, und zwar als erstplatziertes Bauwerk und einzig eingereichter Kirchenbau unter den fünf Ausgezeichneten der 89 eingereichten Projekte[6]
- Wasserturm am südlichen Ortsrand von Stammheim, Baujahr 1881, ursprüngliche Höhe 40 m, zwei übereinanderliegende Aufbauten (davon eine Kuppel u. Rundgang) sind nicht mehr vorhanden. Umbau geplant.
- Fort XII am Stammheimer Häuschen

## Fort XII mit Zwischenwerk XIIb
Den rechtsrheinischen, nördlichen Eckpfeiler der preußischen Festungsanlagen (äußerer Festungsring) bildete Fort XII in Köln-Stammheim an der Düsseldorfer Straße im Stammheimer Wäldchen und das am Rhein gelegene Zwischenwerk XIIb (Egonstraße).
Fort XII wurde 1877 begonnen und 1881 fertiggestellt. Das Stammheimer Fort konnte mit sechs 12 cm und vier 15 cm Kanonen ausgerüstet werden. Es hatte die Aufgabe, die gesamte nördliche rechtsrheinische Flanke von Köln im Falle einer Belagerung zu sichern und wies von allen rechtsrheinischen Außenwerken die stärkste Geschützausstattung auf. Die Kehlkaserne (Unterkunftsgebäude) bestand aus einem 25 m breiten Mitteltrakt und zwei Seitenflügeln von jeweils 45 m Länge. Der Erdwall des Glacis betrug in der Breite 250 m und stieg bis auf eine Höhe von 7 m an. 1885 wurden bei allen rechtsrheinischen Kölner Forts die Artilleriestellungen entfernt, nur das Stammheimer Fort blieb als Artillerie-Fort erhalten. Die Spitzenkaserne, die im Schutz des starken Frontwalles lag, beherbergte Munitionsräume und Depots.
Während der Entfestigung (Versailler Vertrag), die um 1925 abgeschlossen war, ließ das Entfestigungsamt Köln sämtliche Betonwerke sprengen, darunter die Artillerie- und Munitionsbunker, die Infanteriestützpunkte sowie die für die Nahverteidigung wichtigen Grabenwehren der Zwischenwerke und Forts. Mit Ausnahmen der Kehlkasernen fielen den Entfestigungsmaßnahmen alle Hohlbauten und Zwischenwerke zum Opfer. Während des Zweiten Weltkrieges wurde das Fort wieder als Unterkunft für den Sicherheits- und Hilfsdienst genutzt.
1976 wurden die Gräben des alten Forts in Stammheim mit Erde verfüllt und die gesamte Anlage planiert.
Noch vor dem Ausbau des Fort XII entstand westlich der heutigen Egonstraße beim Klärwerk das Zwischenwerk XIIb. Von den Zwischenwerken aus sollte die Verteidigung gegen vordringende Infanterie verteidigt werden. Mit flankierendem Feuer und leichten Geschützen galt es die Forts zu unterstützen und das Eindringen des Feindes in das Gelände zwischen zwei Forts zu verhindern.
Das Zwischenwerk bei Stammheim war ein sogenanntes Infanteriewerk, das einen trapezförmigen Grundriss hatte und für eine Kompanie Platz bot. Es konnte im Kriegsfall mit zwei 9-cm-Geschützen ausgestattet werden.

## Verkehrsanbindung und Infrastruktur
Die erste Bahnlinie, die durch Stammheim führte, wurde 1898 in Betrieb genommen: Leverkusen Bayerwerk – Köln-Mülheim. Der Schienenweg der „Bayer-Bahn“ führte damals am Ortsrand vorbei und wird heute noch als Werksbahn (Güter) genutzt. Dort wo die Gleise den Stammheimer Ring (früher Militärringstraße) kreuzen, befand sich der 1962 für den Personenverkehr stillgelegte Bahnhof. Die Güterabfertigungshalle wurde 1982 abgerissen. 1902 bis 1910 verkehrten durchschnittlich 34 Züge pro Tag auf der Strecke, mit mehr als 100 beladenen Güterwagen und etwa 1.300 Fahrgästen. Das Bahnhofsgebäude wurde Anfang der achtziger Jahre in ein Geschäfts- und Ärztehaus integriert.
Im Jahre 1906 nahm die „Elektrische“ ihren Betrieb auf. Die Linie „O“ bediente die Strecke von Opladen bis zum Ubierring und verkehrte im 20-Minuten-Takt. Sie hielt in Höhe des Stammheimer Häuschens und fuhr entlang der Düsseldorfer Straße.
Heute ist Stammheim über die B 8 zu erreichen. Der Stadtteil wird außerdem über mehrere Buslinien erschlossen, die ihn unter anderem mit den benachbarten Stadtteilen Köln-Flittard und Köln-Mülheim (Buslinien 151, 152, 153) sowie Köln-Dünnwald (Buslinie 155) verbinden. Bis zur Inbetriebnahme der S-Bahn verkehrte dabei die Buslinie 152 weiter nach Leverkusen (Löwe, Chempark, Mitte und Opladen). Heute endet sie bereits am Haltepunkt Chempark an der Stadtgrenze zu Leverkusen und der dortigen Bahnstrecke Köln–Duisburg. Dort besteht S-Bahn Anschluss zur S-Bahnlinie 6 der Deutschen Bahn nach Köln und nach Essen über Düsseldorf und Ratingen Ost. Die Fahrzeit zum Kölner Hauptbahnhof beträgt 13 Minuten. Der S-Bahnhof wurde 1991 eingeweiht.
| Linie | Verlauf | Takt |
| ----- | --- | --- |
| S 6   | Essen Hbf – Essen Süd – E-Stadtwald – E-Hügel – E-Werden – Kettwig – Kettwig Stausee – Hösel – Ratingen Ost – D-Rath – D-Rath Mitte – D-Derendorf – D-Zoo – D-Wehrhahn – Düsseldorf Hbf – D-Volksgarten – D-Oberbilk – D-Eller Süd – D-Reisholz – D-Benrath – D-Garath – D-Hellerhof – Langenfeld-Berghausen – Langenfeld (Rheinland) – Lev.-Rheindorf – Lev.-Küppersteg – Leverkusen Mitte – Lev.-Chempark – K-Stammheim – K-Mülheim – K-Buchforst – K-Messe/Deutz – Köln Hbf – K-Hansaring – K-Nippes (– K-Geldernstr./Parkgürtel – K-Longerich – K-Volkhovener Weg – K-Chorweiler – K-Chorweiler Nord – K-Blumenberg – K-Worringen) Stand: Fahrplanwechsel Dezember 2023 | 20 min (werktags) 30 min (sonn-/feiertags, Essen–Düsseldorf auch samstags) Nippes–Worringen nur werktags 5–20 Uhr und sonn-/feiertags 11–21 Uhr |

Ferner verkehrt die Regionalbuslinie 250 einerseits über Mülheim und Deutz zum Hauptbahnhof und andererseits über Leverkusen und Leichlingen nach Solingen. In den Nächten von Freitag/Samstag, Samstag/Sonntag und vor Feiertagen verkehrt die Linie 156 im Nachtverkehr und verbindet die Stadtteile Mülheim, Stammheim, Flittard, Dünnwald und Höhenhaus miteinander.
Der Neubau einer Stadtbahnlinie vom Messekreisel Deutz bis nach Flittard und Stammheim ist im Rahmen des Papiers „Leitbild Köln mobil 2025“ geplant.
Das örtliche Großklärwerk Köln-Stammheim, das rund 84 % der Kölner Abwässer reinigt, ist die größte von insgesamt fünf Kläranlagen im gesamten Stadtgebiet. Das Blockheizkraftwerk der Anlage, das bisher für den Eigenbedarf arbeitete, wurde erneuert und erweitert, sodass in Kooperation mit RheinEnergie mit dem anfallenden Faulgas ab 2014 acht Millionen kWh Elektrizität erzeugt werden können. Damit wird das südliche Stammheim mit Fernwärme versorgt sowie nunmehr 90 % des Stromeigenbedarfs des Klärwerks gedeckt.

## Bilder

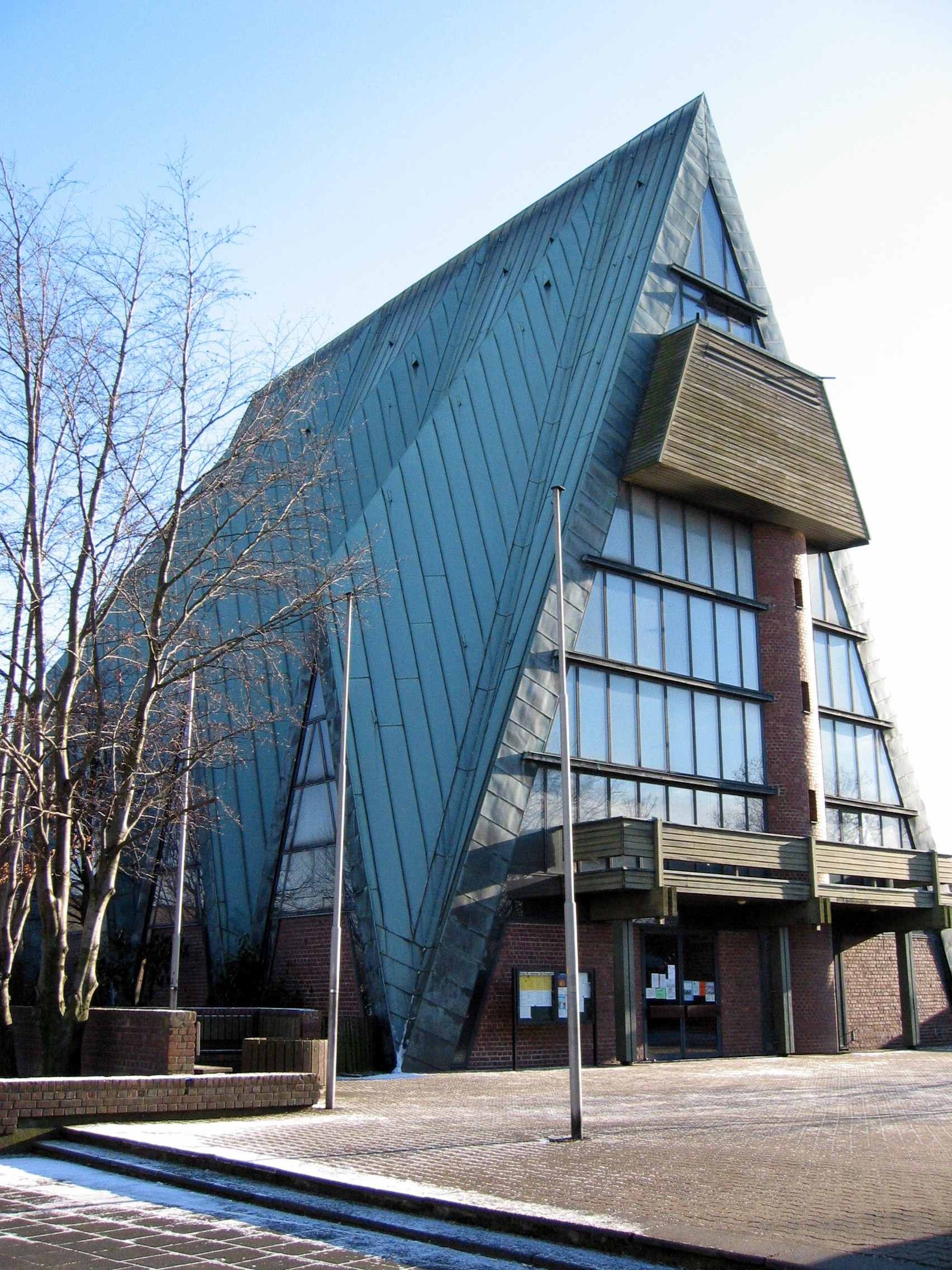
St. Johannes der Evangelist
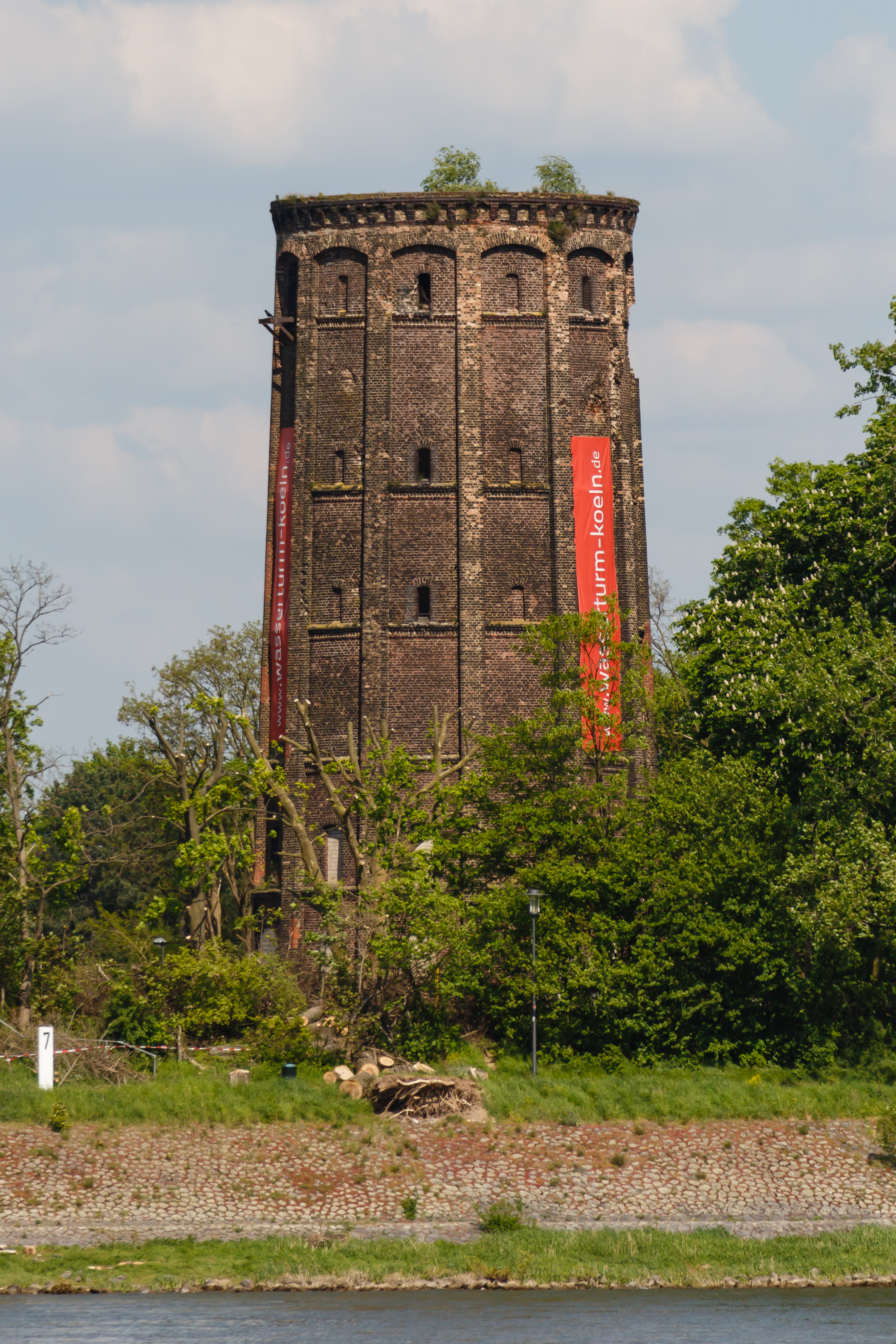
Alter Wasserturm
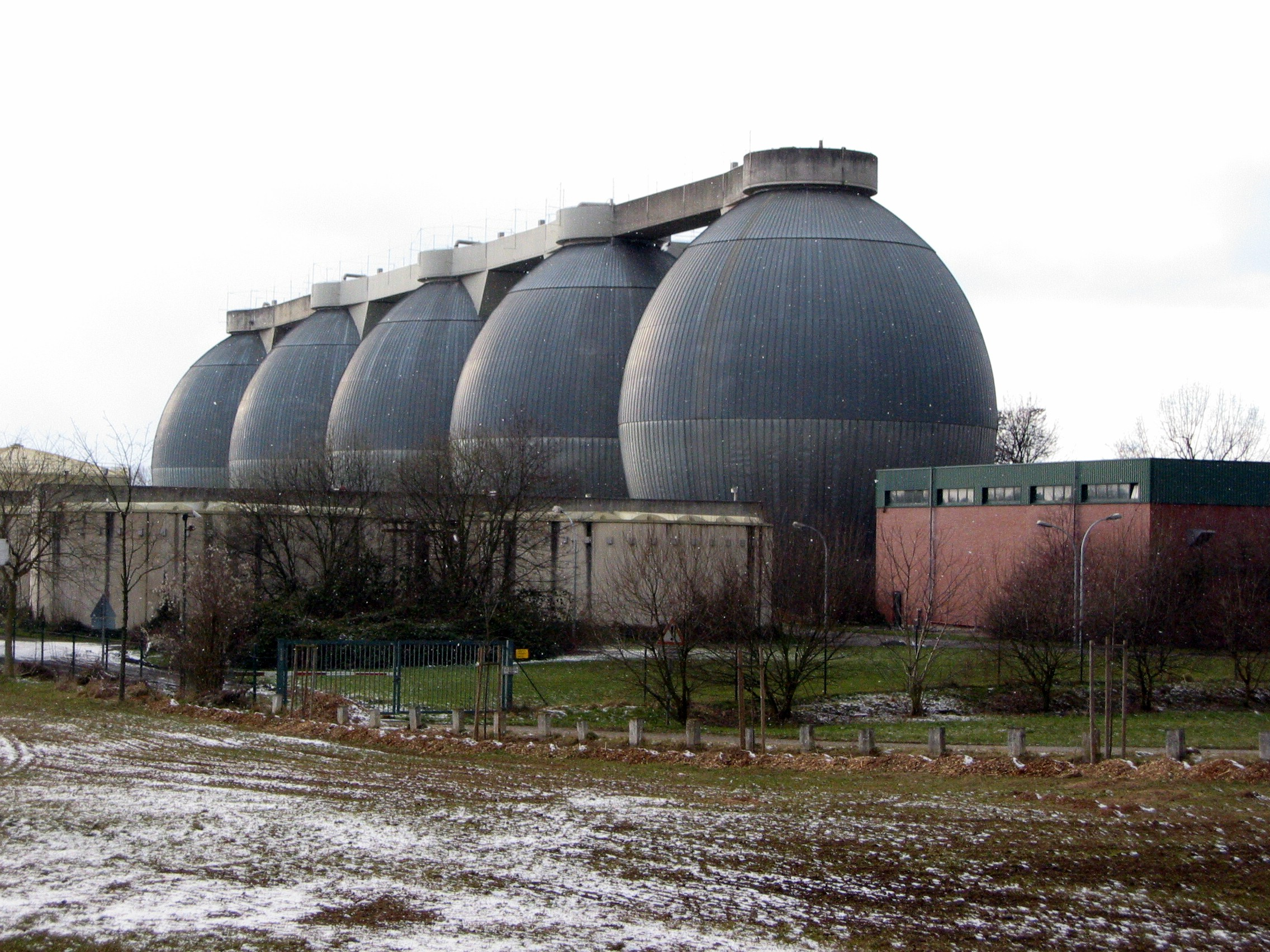
Großklärwerk
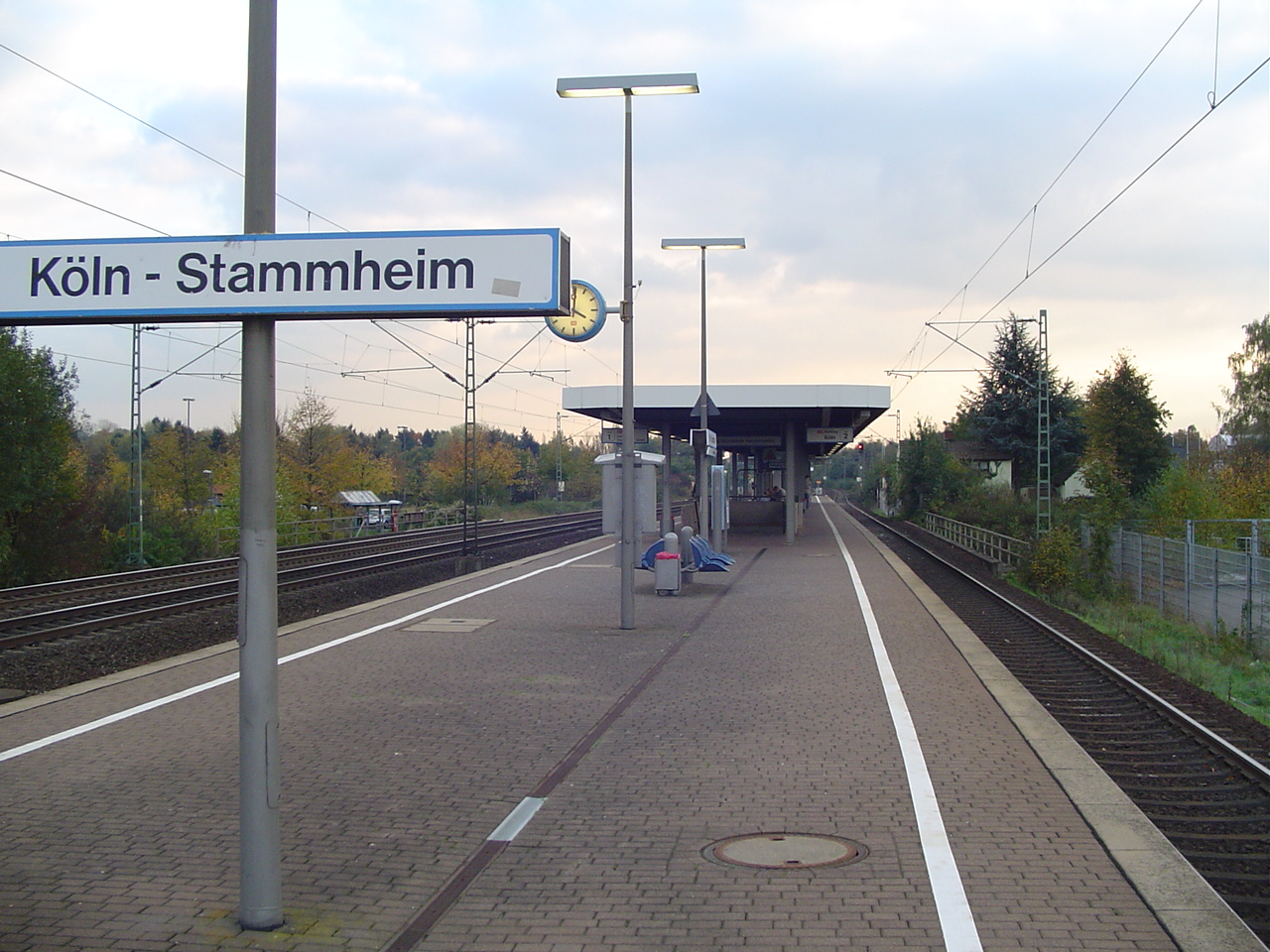
Haltepunkt Köln-Stammheim
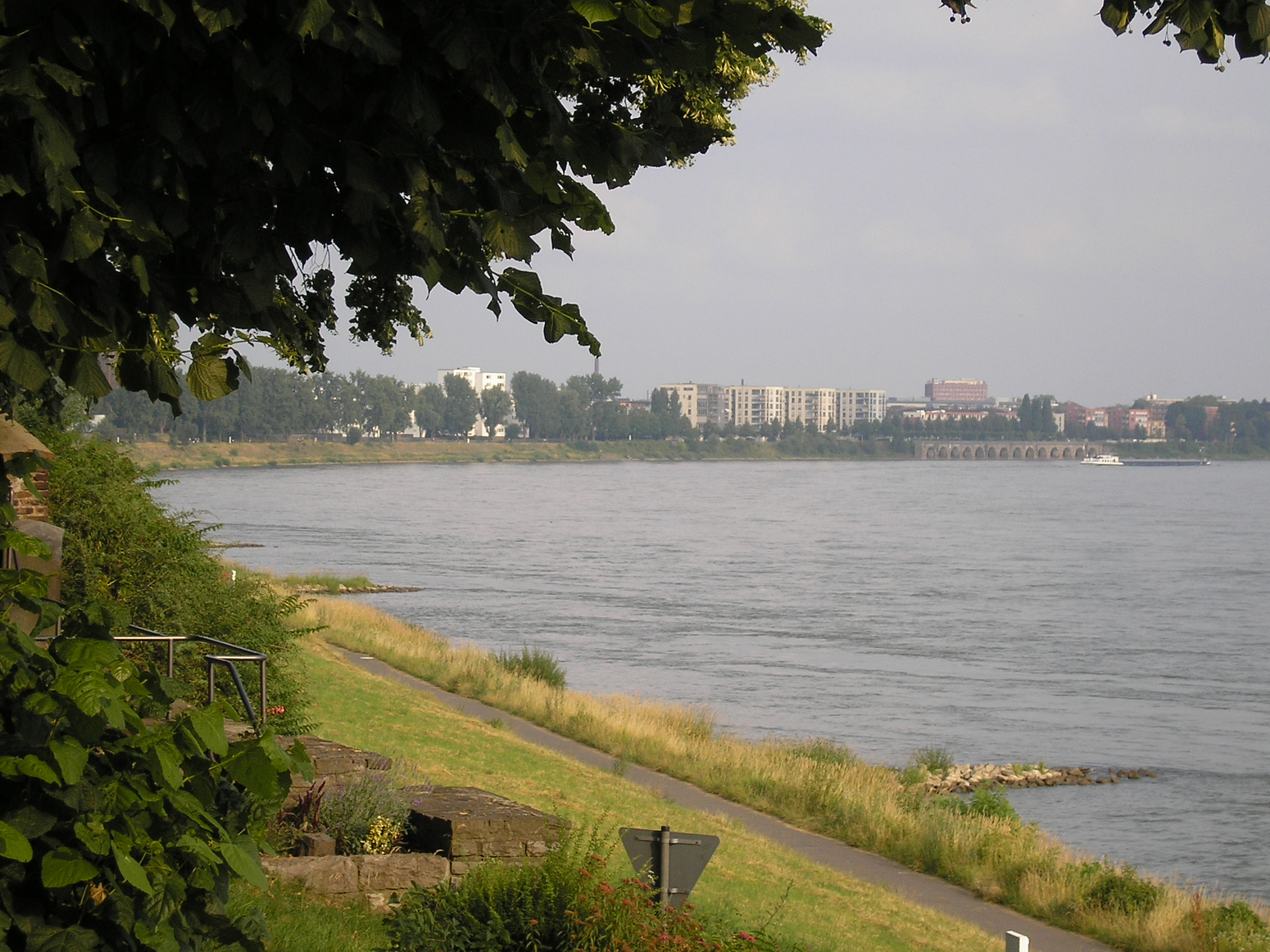
Blick vom Schlosspark auf den Rhein in Richtung Mülheim